# Pontevedra Viva
Pontevedra Viva es un periódico en línea gallego fundado en la ciudad de Pontevedra el 1 de octubre de 2012.
Se centra en noticias relacionadas con la ciudad de Pontevedra y la provincia de Pontevedra. También cubre temas nacionales e internacionales.
El periódico se publica en castellano y gallego. Su audiencia o número de lectores era de 207.399 en julio de 2022.

## Historia
El periódico nació el 1 de octubre de 2012 con el objetivo de dar cobertura informativa en especial a Pontevedra y su comarca y a las comarcas del Umia, O Salnés, Arousa y O Morrazo.
El objetivo del periódico fue acercar la actualidad informativa, deportiva, cultural y de ocio a todos los internautas y ser un punto de conexión en Internet para todos los pontevedreses, tanto de la ciudad como de fuera.
Posteriormente, la empresa incorporó también la emisora de radio Pontevedra Viva Radio.